# Private Division
Private Division là một nhà phát hành trò chơi điện tử của Mỹ có trụ sở tại Thành phố New York. Là đứa con tinh thần của  Take-Two Interactive, công ty con này được thành lập bởi Worosz và Allen Murray, và chính thức được công bố vào ngày 14 tháng 12 năm 2017. Private Division là công ty con thứ ba Take-Two Interactive, sau Rockstar Games và 2K. Private Division tài trợ và xuất bản các trò chơi độc lập do các studio vừa và nhỏ phát triển. Điều này bao gồm việc tiếp quản Chương trình Không gian Kerbal (Kerbal Space Program), được phát triển bởi Squad và trước đó được Take-Two Interactive mua lại, cũng như xuất bản các tựa game như Obsidian Entertainment, Panache Digital Games và V1 Interactive.
Ngoài các văn phòng trong trụ sở chính của Take-Two ở Thành phố New York, Private Division còn có các văn phòng tại Seattle, Las Vegas và Munich.

## Lịch sử
Mô hình xuất bản trước đây của Take-Two đã tập trung vào hai công ty con thuộc sở hữu bao gồm công ty Rockstar Games được sử dụng cho các trò chơi phiêu lưu hành động như Grand Theft Auto và công ty 2K của nó bao gồm 2K Games và 2K Sports cho các trò chơi khác. Tất cả các trò chơi này chủ yếu được phát triển thông qua các studio phát triển nội bộ hoặc từ các studio triple-A lớn của bên thứ ba (chẳng hạn như Firaxis Games cho trò chơi Civilization IV hoặc Gearbox Software cho series Borderlands).
Take-Two đã thành lập Private Division với tư cách là một hãng xuất bản mới để giúp đỡ các studio độc lập và nhỏ hơn. Hãng sẽ cung cấp kinh phí xuất bản cho các trò chơi dạng "triple-I" chẳng hạn như Ninja Theory's Hellblade: Senua's Sacrifice, những trò chơi nằm ở vị trí trung bình giữa các trò chơi triple-A của các hãng phim lớn và các trò chơi indie tương đối mới và nhỏ. Sự hình thành của Private Division là do người đứng đầu bộ phận phát triển doanh nghiệp và xuất bản độc lập Michael Worosz của Take-Two dẫn đầu. Khi đánh giá các trò chơi tiềm năng để xuất bản dưới tên Take-Two, Worosz đã tìm thấy một số studio quy mô trung bình được thành lập bởi các nhà phát triển đã có kinh nghiệm phát triển triple-A trước đó nhưng muốn tạo ra các trò chơi ít tham vọng hơn. Worosz biết rằng các studio này gặp khó khăn trong việc tài trợ, vì họ không phù hợp với các loại studio được hỗ trợ bởi các nhà phát hành game indie như Devolver Digital và các dự án của họ quá lớn để có thể hỗ trợ thông qua tự tài trợ hoặc huy động vốn từ cộng đồng. Khoảng hai năm rưỡi trước khi thành lập, Worosz đã trình bày ý tưởng về Bộ phận tư nhân cho Giám đốc điều hành của Take-Two, Strauss Zelnick, người đã tạo ra công ty này và họ đã thuê Allen Murray vào cuối năm 2015 để điều hành bộ phận sản xuất, bắt đầu tuyển dụng các nhà phát triển. và xây dựng đội ngũ và cơ sở hạ tầng của họ. Private Division hỗ trợ trong quá trình phát triển và làm việc với nhà phát triển để tạo ra các mốc thời gian và sự kiện quan trọng của dự án, đồng thời sẽ giúp xuất bản và phân phối các trò chơi khi hoàn thành, nhưng không tìm cách sở hữu tài sản trí tuệ của nhà phát triển.
Với sự thành lập của Private Division vào ngày 14 tháng 12 năm 2017, Take-Two đã công bố bốn trò chơi đã có trong các tác phẩm sẽ được xuất bản dưới hãng: The Outer Worlds từ Obsidian Entertainment, Darkborn (tựa đề ban đầu là Project Wight) từ The Outsiders, Disintegration từ V1 V1 Interactive và Ancestors: The Humankind Odyssey từ Panache Digital Games. Ngoài ra, trò chơi Kerbal Space Program được Take-Two mua lại trước đó, sẽ được xuất bản lại dưới hãng Private Division. Trong trường hợp của trò chơi Darkborn, vào năm 2018, Private Division và The Outsiders quyết định đi theo con đường riêng, và Private Division tuyên bố rằng họ tiếp tục hỗ trợ The Outsiders trong vài tháng sau khi chấm dứt hợp đồng..
Vào tháng 2 năm 2020, Take-Two đã thành lập một studio chưa có tên trong Private Division đặt tại Seattle để phát triển Kerbal Space Program 2, sau này studio đó được đặt tên là Intercept Games, với một số nhân viên  của công ty Star Theory Games, bao gồm Jeremy Ables và Nate Simpson
Private Division đã công bố các hợp đồng xuất bản với Moon Studios, League of Geeks và Roll7 cho các trò chơi chưa được xuất bản vào tháng 7 năm 2020. Sau đó, vào tháng 11 năm 2021, Private Division mua lại Roll7.

## Game công bố
| Năm  | Tên                                    | Nhà phát triển                     | Nên tảng                                                                                    |
| ---- | -------------------------------------- | ---------------------------------- | ------------------------------------------------------------------------------------------- |
| 2018 | Kerbal Space Program: Enhanced Edition | BlitWorks, Squad                   | PlayStation 4, Xbox One, Microsoft Windows                                                  |
| 2019 | Ancestors: The Humankind Odyssey       | Panache Digital Games              | Microsoft Windows, PlayStation 4, Xbox One                                                  |
| 2019 | The Outer Worlds                       | Obsidian Entertainment             | Microsoft Windows, PlayStation 4, Xbox One, Nintendo Switch                                 |
| 2020 | Disintegration                         | V1 Interactive                     | Microsoft Windows, PlayStation 4, Xbox One                                                  |
| 2021 | OlliOlli World                         | Roll7                              | Microsoft Windows, PlayStation 4, PlayStation 5, Xbox One, Xbox Series X/S, Nintendo Switch |
| 2021 | Hades (trò chơi điện tử)               | Supergiant Games                   | PlayStation 4, PlayStation 5, Xbox One, Xbox Series X/S                                     |
| 2022 | Kerbal Space Program 2                 | Star Theory Games, Intercept Games | Microsoft Windows, PlayStation 4, PlayStation 5, Xbox One, Xbox Series X/S                  |
| ???  | Chưa công bố                           | League of Geeks                    | ???                                                                                         |
| ???  | Chưa công bố                           | Moon Studios                       | ???                                                                                         |